# Diego Girón
Diego Girón (Siviglia, 1530 – 1590) è stato un letterato spagnolo.
Cognato di Juan de Mal Lara, alla morte di questi (1571) divenne direttore della sua scuola di grammatica. Riscosse successo come versificatore e traduttore di Esopo.